# Orthoporus euthus
Orthoporus euthus är en mångfotingart som beskrevs av Chamberlin 1952. Orthoporus euthus ingår i släktet Orthoporus och familjen Spirostreptidae. Inga underarter finns listade i Catalogue of Life.